# Archidiocèse de Santa Fe de Antioquia
L'archidiocèse de Santa Fe de Antioquia (en latin : archidioecesis Sanctae Fidei de Antioquia ; en espagnol : arquidiócesis de Santa Fe de Antioquia) est un archidiocèse métropolitain de l'Église catholique en Colombie.

## Territoire
Il comprend 18 municipalités du département d'Antioquia : Abriaquí, Anzá, Buriticá, Cañasgordas, Caicedo, Dabeiba, Ebéjico, Frontino, Giraldo, Liborina, Olaya, Peque, Sabanalarga, San Jerónimo, Santa Fe de Antioquia, Sopetrán, Uramita, Urrao ainsi que le district de Palmitas de la municipalité de Medellín et celui d'Altamira de la commune de Betulia.
Il possède un territoire de 9 925 km2 divisé en 48 paroisses. Le siège archiépiscopal est dans la ville de Santa Fe de Antioquia avec la cathédrale-basilique de l'Immaculée-Conception (es). À Frontino se trouve la basilique Notre-Dame-du-Mont-Carmel (es).

## Historique
Le diocèse de Antioquia est érigé le 31 août 1804 par le pape Pie VII en prenant une partie des territoires des diocèses de Carthagène des Indes et de Popayán (tous deux archidiocèses aujourd'hui) et de l'archidiocèse de Santafé de Nouvelle-Grenade (aujourd'hui archidiocèse de Bogota).
Le diocèse est supprimé le 14 février 1868 par le décret Apostolici ministerii de la congrégation pour les évêques et son territoire sert pour l'érection du diocèse de Medellín (aujourd'hui archidiocèse de Medellín). Il est rétabli le 29 janvier 1873 par la bulle Super œcumenica du pape Pie IX en récupérant une partie de son ancien territoire du diocèse de Medellín. Le 16 avril 1875, il cède à Medellín 26 municipalités.
Nommé suffragant de l'archidiocèse de Bogota lors de sa création, il intègre la province ecclésiastique de l'archidiocèse de Medellín le 24 février 1902 par le décret Apostolici ministerii de la congrégation pour les évêques.
Il cède une partie de son territoire le 28 avril 1908 pour la création de la préfecture apostolique de Chocó, il cède encore du territoire le 29 janvier 1915 pour l'établissement du diocèse de Jericóet le 5 février 1917 pour l'érection du diocèse de Santa Rosa de Osos ; il est en même temps uni æque principaliter au diocèse de Jericó et prend le nom de diocèse d'Antioquia-Jericó.
L'union æque principaliter prend fin le 3 juin 1941 par la constitution apostolique Universi dominici gregis du pape Pie XII ; le même jour, le diocèse d'Antioquia récupère trois municipalités (Anzá, Caicedo et Urrao) qui appartenait au diocèse de Jericó ainsi que le territoire de la préfecture apostolique d'Urabá, qui est supprimée. Il cède aussi une portion de son territoire le 14 novembre 1952 pour l'érection du vicariat apostolique de Quibdó (aujourd'hui diocèse de Quibdó).
Il cède de nouveau du territoire le 18 juin 1988 pour la création du diocèse d'Apartadó; par la constitution apostolique Spiritali sane du pape Jean-Paul II, le diocèse de Santa Fe de Antioquia est élevé le même jour au rang d'archidiocèse métropolitain avec pour suffragants les diocèses de Santa Rosa de Osos et d'Apartadó et les vicariats apostoliques de Quibdó et d'Istmina (aujourd'hui diocèse d'Istmina-Tadó).
Le 22 novembre 2003, il cède les municipalités de Murindó et de Vigía del Fuerte au diocèse de Quibdó, et récupère les municipalités d'Ebéjico, Liborina, Olaya, Peque, Sabanalarga, San Jerónimo, Sopetrán et le district de Palmitas de la municipalité de Medellín, qui appartenait au diocèse de Santa Rosa de Osos.

## Évêques et archevêques
évêques
- Sede vacante (1804-1818)

- Fernando Cano Almirante, O.F.M.Obs (21 mars 1818 - 19 décembre 1825), nommé évêque des Canaries
- Mariano Garnica y Orjuela, O.P (21 mai 1827 - 10 août 1832)
  - Sede vacante (1832-1835)
- Juan de la Cruz Gómez y Plata (24 juillet 1835 - 1er décembre 1850)
  - Sede vacante (1850-1854)
- Domingo Antonio Riaño Martínez (13 janvier 1854 - 20 juillet 1866)
  - Siège supprimé (1868-1872)
- Joaquín Guillermo González (21 mars 1873 - 29 mai 1882)
- Jesús María Rodríguez Balbín (9 août 1883 - 30 juillet 1891)
- Juan Nepomuceno Rueda (30 janvier 1892 - 1900)
- José María Villalba (25 septembre 1900 - 4 août 1901)
- Manuel Antonio López de Mesa (30 mai 1902 - 15 mai 1908)
  - Sede vacante (1908-1910)
- Maximiliano Crespo Rivera (18 octobre 1910 - 7 février 1917), nommé évêque de Santa Rosa de Osos
- Francisco Cristóbal Toro Correa (8 février 1917 - 16 novembre 1942)
- Luis Andrade Valderrama, O.F.M (16 juin 1944 - 9 mars 1955)
- Guillermo Escobar Vélez (1er avril 1955 - 28 juillet 1969)
- Eladio Acosta Arteaga, C.I.M (6 mars 1970 - 18 juin 1988)

archevêques
- Eladio Acosta Arteaga, C.I.M (18 juin 1988 - 10 octobre 1992)
- Ignacio José Gómez Aristizábal (10 octobre 1992 - 12 janvier 2007)
- Orlando Antonio Corrales García (12 janvier 2007 - 3 mai 2022)
- Hugo Alberto Torres Marín, depuis le 25 janvier 2023